# Stekense Vaart

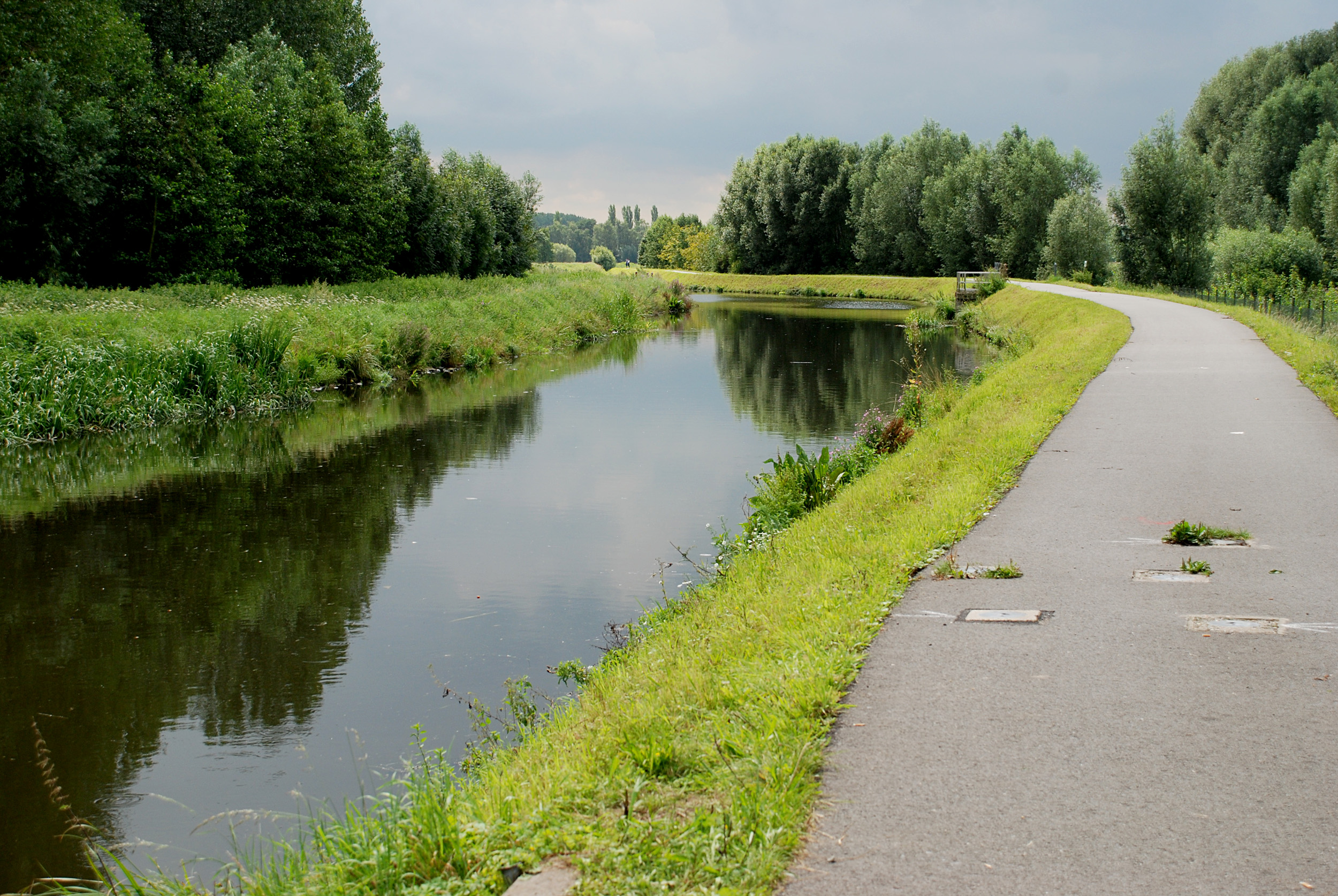
Stekense vaart

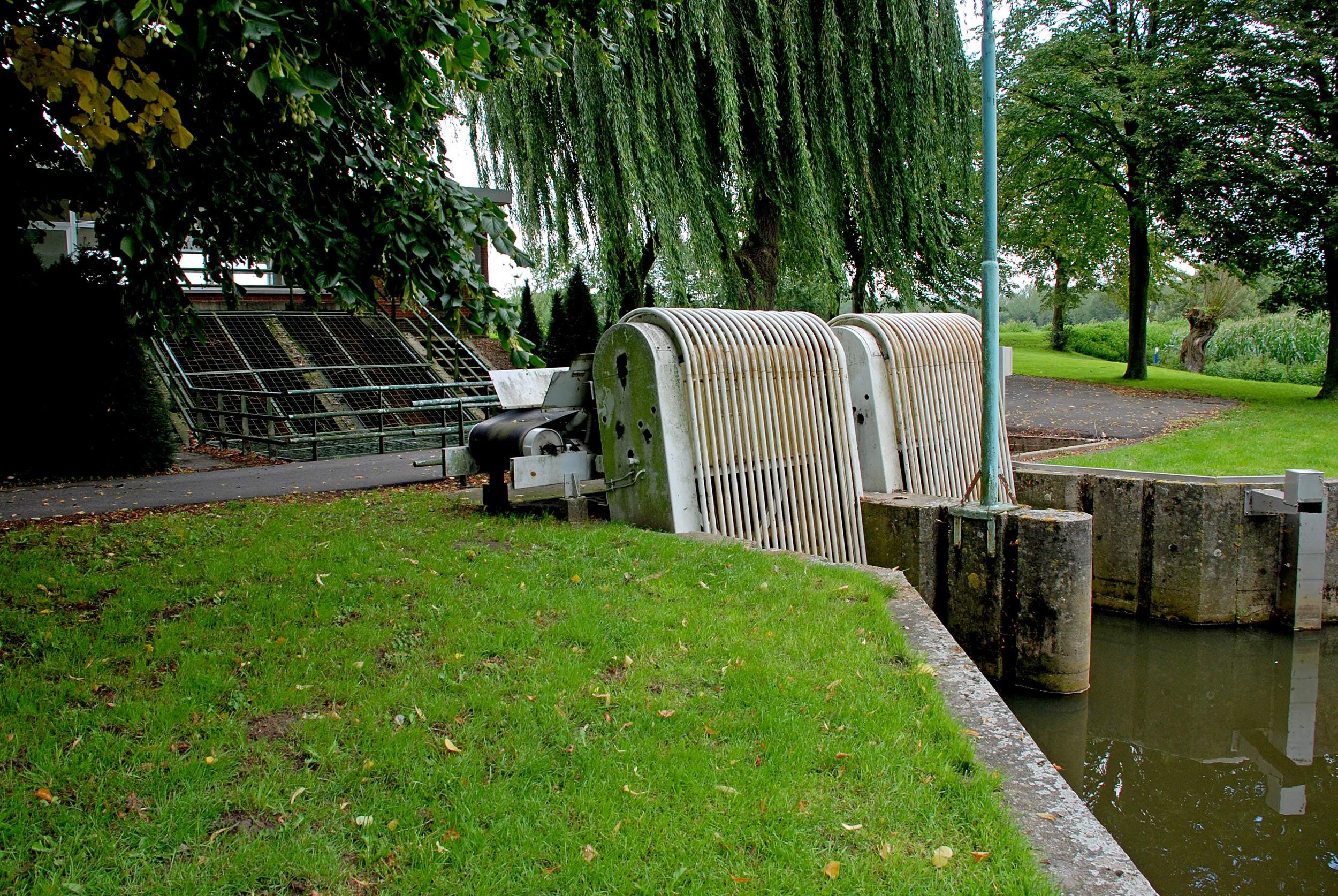
Pompgemaal op de Stekense vaart

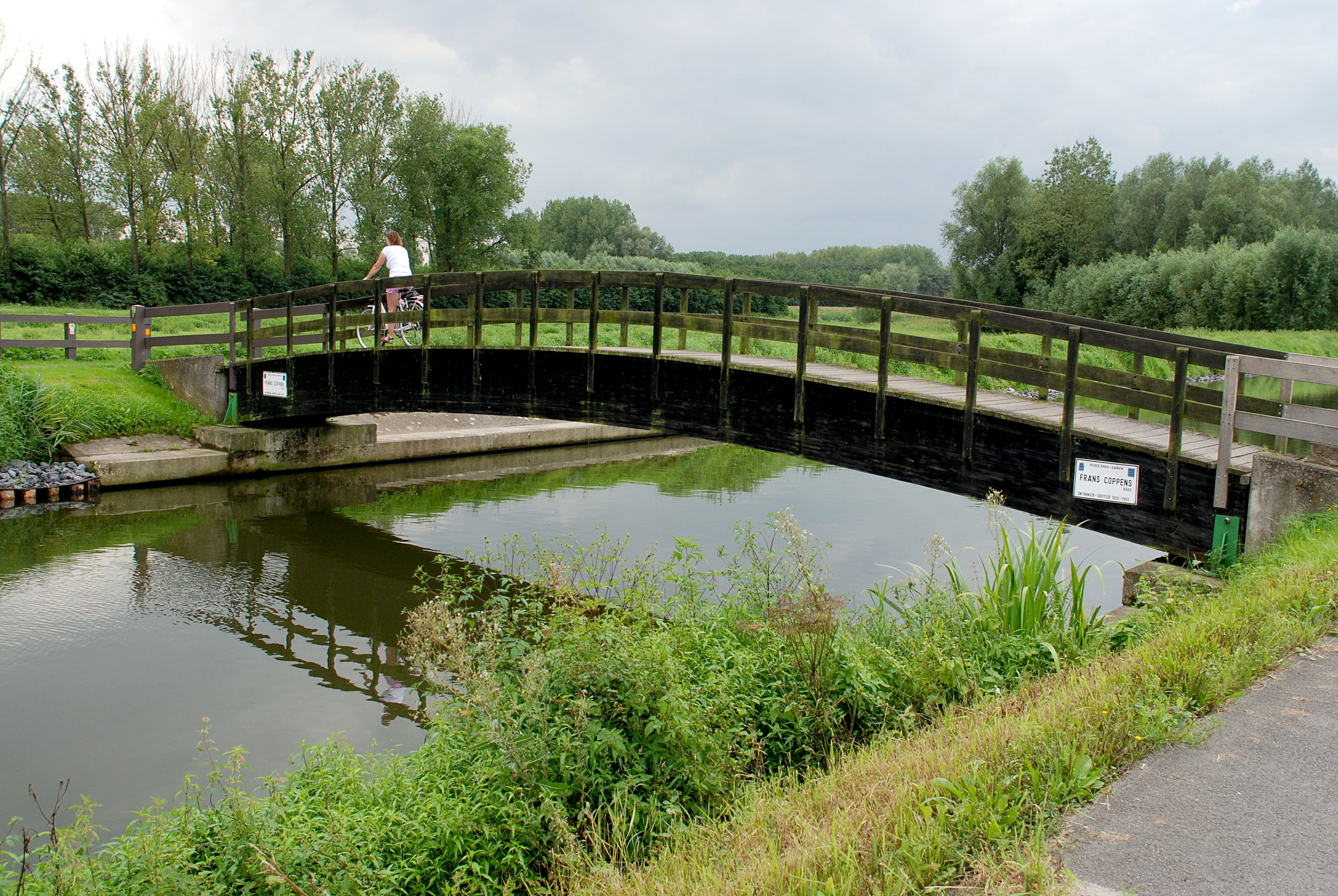
Frans Coppensbrug over de vaart

De Stekense Vaart of het Kanaal van Stekene (4,6 km) is een Belgisch kanaal dat in het noorden van de provincie Oost-Vlaanderen de Moervaart verbindt met Stekene. In het verleden liep het kanaal door tot in Hulst en had het een belangrijke economische functie. Langs beide oevers omringd door stiltegebieden vormt de Stekense Vaart thans het decor voor zachte recreatie.

## Geschiedenis
Op 4 mei 1315 verleende de graaf van Vlaanderen Robrecht III van Béthune aan Pieter Masiere, watergraaf van Vlaanderen en aan Jan Hawaert, hoofdbaljuw alsook aan de hoofdschepenen van het Land van Waas het octrooi voor het graven van de Stekense Vaart. Hij liet het kanaal, in de oorkonde de "nieuwe watergange van Hulst naar Gent en van Hulst naar Rupelmonde" genoemd, later ook bekend als de Gentsevaart of het Kanaal van Hulst, aansluiten op de reeds bestaande Moervaart. Dankzij deze waterloop kon de Abdij van Boudelo de omliggende moerassen droogleggen en landbouwgronden creëren. De vaart speelde tevens een belangrijke rol bij het vervoer van turf (uit de veenmoerassen ten oosten van Hulst) en later ook vlas en producten die door de talrijke Stekense tichelbakkerijen in de buurt van het Steengelaag vervaardigd werden. Vanaf de 15e eeuw werden miljoenen tegels, dakpannen en bakstenen vervoerd door schuiten die door paarden (en zelfs mensen) langs het jaagpad werden getrokken.
Ten tijde van het Beleg van Antwerpen liet Alexander Farnese, Hertog van Parma, in 1584 om militair-strategische redenen de Parmavaart aanleggen, waardoor de Stekense Vaart vanaf Kemzeke in verbinding kwam met de Schelde in Kallo. Op die manier konden vanuit Gent zowel soldaten als oorlogsmateriaal via de vaart worden getransporteerd.
In 1950 wordt de Stekense Vaart vanaf de koebrug tot aan de spoorwegbrug in Stekene onbevaarbaar verklaard. De kosten voor het baggeren wogen niet meer op tegen het economisch nut. Door het afdammen van de Durme in Lokeren in 1953 verloor de Stekense Vaart zijn natuurlijke getijdenwerking. Toch werden nog tot 1970 producten van de laatste Stekense steenbakkerij, Tuileries Sainte Marie, over de vaart vervoerd. Sinds 1964 staat het waterpeil van de Stekense Vaart en de Moervaart ook merkelijk hoger dan het niveau van het lager gelegen valleigebied. Een natuurlijke afvloeiing van het water is niet meer mogelijk waardoor pompgemalen voor de drainage van de omliggende meersen noodzakelijk zijn.

## Beheer
De Stekense Vaart wordt door het Vlaamse Gewest gekwalificeerd als een onbevaarbare zijwaterloop van de eerste categorie (met bovenloop tweede categorie) dat deel uitmaakt van het bekken van de Gentse Kanalen. Het wordt beheerd door de Vlaamse Milieumaatschappij (VMM) Afdeling water.

## Waterkwaliteit en visbestand
Omdat in de jaren ’70 en ’80 een groot deel van het afvalwater van Stekene, Sinaai en Sint-Niklaas ongezuiverd in de Stekense Vaart terechtkwam, werd het ook weleens de “stinkvaart” genoemd. Sinds de aanleg van een aantal rioolwaterzuiveringsinstallaties (RWZI's) midden de jaren '90 is de biologische waterkwaliteit (BBI) van het Kanaal van Stekene weliswaar verbeterd maar wordt het op basis van de PIO-score nog steeds als verontreinigd tot matig verontreinigd beschouwd. Vooral de biologische waterbodemkwaliteit is nog steeds zeer slecht. Ter hoogte van de monding van de Molenbeek wordt de minst goede waterkwaliteit vastgesteld. Volgens het Instituut voor Natuur- en Bosonderzoek scoort ook het visbestand zowel qua diversiteit als qua densiteit nog steeds 'matig' tot 'ontoereikend'. In 2009 vormde het Kanaal het biotoop van tien vissoorten waarbij vooral blankvoorn (76%), baars (17%) en in mindere mate driedoornige stekelbaars (3%), paling (2%) en pos voorkwamen.

## Toerisme
Het 4,6 kilometer lange kanaal vormt de natuurlijke gemeentegrens tussen Stekene en Sint-Niklaas. Het is gelegen in het brede valleigebied van de Durme, de zogenaamde Moervaartdepressie. Ten zuiden van de vaart bevinden zich oostwaarts achtereenvolgens het bosreservaat de 'Heirnisse' en het natuurgebied de Fondatie van Boudelo. Aan de noordkant liggen de Stekense meersen. Beide gedeelten zijn aan de grens tussen Sinaai en Klein-Sinaai met elkaar verbonden door de Koebrug, in 1640 nog Dhoogh Brugghe genoemd. De Coeijbrughe dankt haar naam aan de aanwezigheid van meerdere eendenkooien in de nabijgelegen Fondatie waarvan de restanten nog steeds te zien zijn. Het gebied is langs beide oevers erkend als stiltegebied en vormt thans het decor voor een beperkte vorm van toerisme en zachte recreatie. Het oude jaagpad langsheen de vaart werd in 2004 opgewaardeerd tot stiltepad (5 km) en maakt deel uit van het Provinciaal Fietsroutenetwerk. Langs het parcours van dit stiltepad staan panelen met poëzie van Stekense kunstenaars.